# Bombenkanone

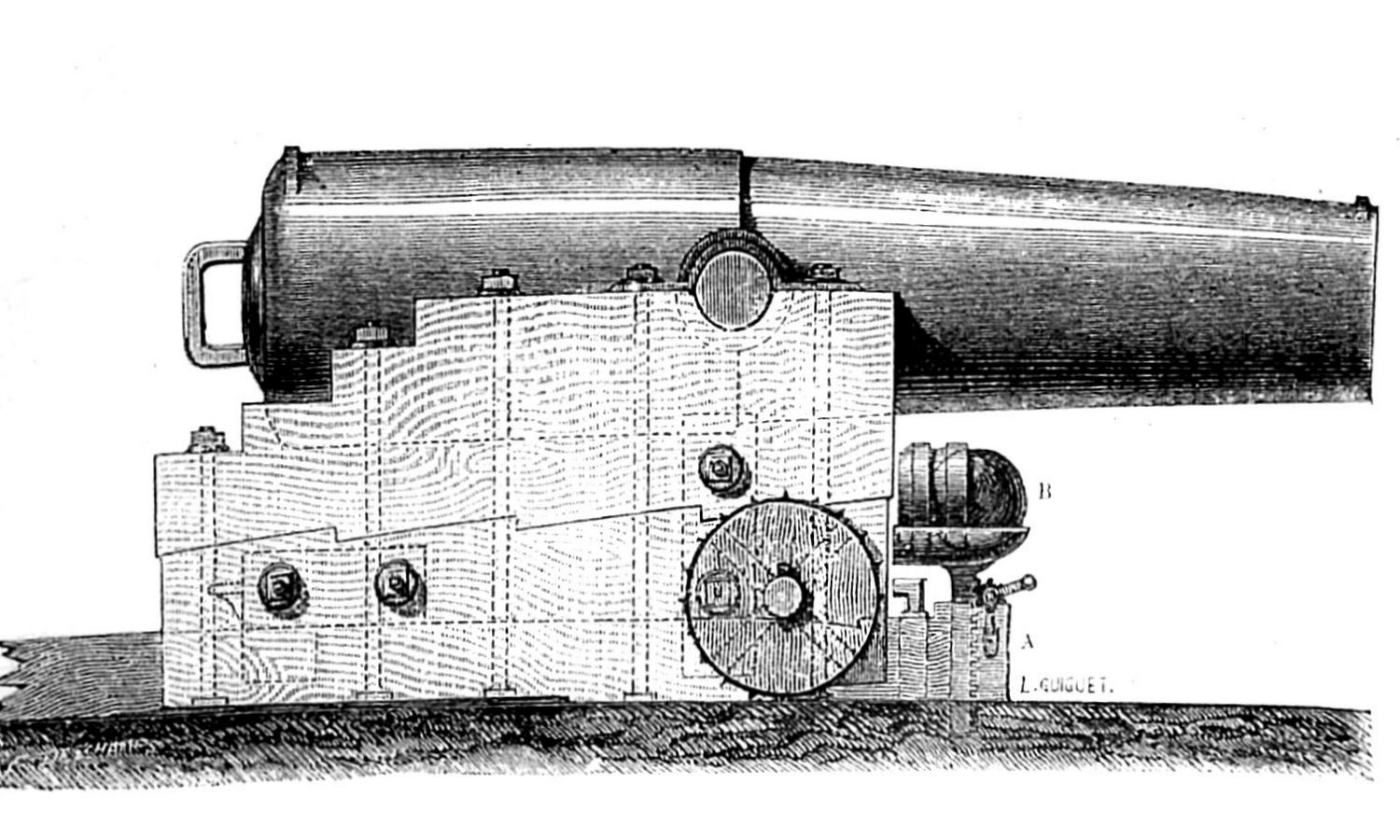
Bombenkanone als Schiffsgeschütz

Bombenkanonen (nach ihrem Erfinder auch Paixhans genannt) waren Geschütze großen Kalibers mit glattem Lauf.
Die gebräuchlichen Kaliber lagen etwa bei 23 bis 28 cm, wobei die Rohrlänge meist dem zehnfachen Kaliber entsprach. Die Abmessungen der Bombenkanonen liegen zwischen denen der Kanonen und jenen der Haubitzen. Die Bombenkanonen hatten konische Kammern und waren dazu bestimmt, mit starken Ladungen und geringen Vertikalwinkeln Bomben bzw. Granaten (d. h. schwere Explosivgeschosse) gegen Schiffe und später auch gegen Mauerwerk zu verschießen. Bis dahin wurden solche Geschosse nur mit Mörsern zur Bekämpfung von Landzielen verschossen (vgl. Mörserschiff). Die Bombenkanonen wurden zuerst 1822 vom französischen Major Henri Joseph Paixhans entworfen und um 1824 nach Erprobungen bei Brest in Frankreich, später auch von anderen Staaten eingeführt.
Sie wurden erstmals in größerem Umfang im Krimkrieg (1853–1856) eingesetzt. Besonders wirksam erwiesen sich Sprengladungen gegen hölzerne Schiffe (s. a. 1853 in der Seeschlacht bei Sinope sowie 1864 bei dem Seegefecht bei Helgoland). Als Reaktion auf diese Bewaffnung wurden Panzerschiffe entwickelt.
Bombenkanonen wurden von der Landartillerie übernommen. Dort sollten sie für den indirekten Beschuss verwendet werden. Sie wurden allerdings bald durch Geschütze mit gezogenen Rohren verdrängt. Preußen hatte die Bombenkanonen mit dem Ende des Deutsch-Französischen Krieges 1871 abgeschafft.